# Samuel Selvon

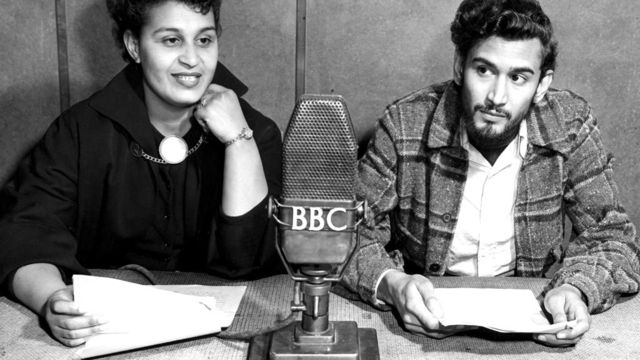
Schauspielerin Pauline Henriques und Samuel Selvon bei der Radiosendung Caribbean Voices (1952)

Samuel Dickson Selvon (* 20. Mai 1923 in San Fernando; † 14. April 1994 in Port of Spain) war ein Schriftsteller, Essayist und Journalist aus Trinidad und Tobago, der in Großbritannien und Kanada wirkte. Sein berühmtestes Werk ist der in kreolisiertem Englisch geschriebene Roman The Lonely Londoners (1956).

## Leben und Schaffen
Samuel Dickson Selvon wurde 1923 auf Trinidad geboren. Sein Großvater väterlicherseits stammte aus dem südindischen Madras, sein Großvater mütterlicherseits aus Schottland. Seine Schulausbildung am Naparima College in San Fernando beendete er 1938. Von 1940 bis 1945 leistete er seinen Militärdienst bei der Royal Naval Reserve, als Funker für die in der Karibik patrouillierenden Schiffe der Royal Navy.
Ab 1946 arbeitete er als Reporter und Literaturlektor beim Trinidad Guardian. In dieser Zeit begann er Kurzgeschichten zu schreiben, die unter den Pseudonymen Michael Wentworth, Esses, Ack-Ack und Big Buffer u. a. im westindischen Literaturmagazin Bim erschienen. 1947 heiratete er Draupadi Persuad.
1950 ging Selvon nach London, wo er in einem Immigrantenheim, später in einer Kellerwohnung in Notting Hill lebte und als Büroangestellter für die indische Botschaft arbeitete. In dieser Zeit begann er, mit kritischem Blick über das Immigrantenleben zu schreiben. Seine Gedichte und Kurzgeschichten erschienen u. a. im London Magazine, New Statesman und The Nation. 1952 erschien sein Debütroman A Brighter Sun, gefolgt von zahlreichen weiteren Romanen – darunter sein bekanntester: The Lonely Londoners (1956). 1963 heiratete er Althea Nesta Daroux.
Selvon wandelte mehrere seiner Prosawerke in Hörspiele um, die von der BBC im Programm Caribbean Voices gesendet wurden. Für die BBC schrieb er zudem zwei TV-Drehbücher Anansi the Spiderman (1974) und Home Sweet India (1976). Mit dem ebenfalls von Trinidad stammenden Regisseur Horace Ové schrieb er das Drehbuch zu dem Spielfilm Pressure (1976).
Seit 1978 lebte Selvon in der kanadischen Prärieprovinz Alberta, wo er u. a. Moses Migrating (1983) veröffentlichte, jedoch kaum von der Kritik wahrgenommen wurde. Er unterrichtete Kreatives Schreiben an der University of Victoria und war writer-in-residence an der University of Calgary. 1994 verstarb er auf einer Reise nach Trinidad.

## Bedeutung
Selvon führte (zusammen mit Victor Stafford Reid) das Kreol als Erzähl- und Dialogsprache in die anglophone Literatur ein und machte es zu einem Darstellungsmittel karibischer Identität. Damit hatte er maßgeblichen Einfluss auf Autoren mit Migrationshintergrund in Großbritannien.

## Ehrungen
Sein Werk wurde zweifach mit dem Guggenheim Fellowship gefördert sowie mit der Hummingbird Medal (1969) und der Chaconia Medal (1994) geehrt. Er erhielt die Ehrendoktorwürde der University of the West Indies und der University of Warwick. 2012 wurde Selvon posthum mit dem NALIS Lifetime Literary Award für seine Verdienste um die Literatur von Trinidad und Tobago ausgezeichnet.

## Werke (Auswahl)
Romane und Kurzgeschichten
- A Brighter Sun. 1952.
  - dt.: Eine hellere Sonne. Roman. Aus dem Englischen von Miriam Mandelkow. dtv, München 2019, ISBN 978-3-423-28192-8.
- An Island is a World. 1955.
- The Lonely Londoners. 1956.
  - dt.: Die Taugenichtse. Roman. Aus dem Englischen von Miriam Mandelkow. Mit einem Nachwort von Sigrid Löffler. dtv, München 2017, ISBN 978-3-423-28117-1.
- Ways of Sunlight. 1957.
- Turn Again Tiger. 1959.
  - dt.: Kehr um, Tiger: Ein Roman aus Trinidad. Aus dem Englischen von Curt Meyer-Clason. Brockhaus, Wiesbaden 1960.
- I Hear Thunder. 1963.
- The Housing Lark. 1965.
- The Plains of Caroni. 1970.
- Those Who Eat the Cascadura. 1972.
- Moses Ascending. 1975.
- Moses Migrating. 1983.

Hörspiele
- Eldorado West One. 1989.
- Highway in the Sun and Other Plays. 1991.

Drehbücher
- Anansi the Spiderman. 1974.
- Home Sweet India. 1976.
- mit Horace Ové: Pressure. 1976.